# 志波城
志波城（しわじょう/しわのき）は、現在の岩手県盛岡市中太田・下太田にあった日本の古代城柵。名称は「斯波城」とも。国の史跡に指定されている。現在は盛岡市によって「志波城古代公園」として整備され、外郭南門（がいかくなんもん）築地塀（ついじべい）、政庁の南・西・東それぞれの門、官衙建物などが復元されている。一時は鎮守府将軍が在する鎮守府が置かれていた可能性がある。

## 歴史・沿革

### 桓武朝の征夷事業と志波城
志波城は、平安時代初期、征夷大将軍・坂上田村麻呂が造営した古代城柵。胆沢地方において蝦夷の首長アテルイを降伏させた翌年の延暦22年（803年）に、北上川と雫石川合流地近くに造営された。これにより、朝廷は律令制の支配を北上川北部にまで及ぼすことが可能となった。志波城は、陸奥国最北の城柵であり、その平面規模は最大級であり、事実上は朝廷の文武支配が及ぶ最前線基地としての機能を担ったと考えられる。征夷大将軍の坂上田村麻呂は、延暦21年（802年）に胆沢城を、延暦22年（803年）に志波城を築いたが、築城と同時か数年後に鎮守府は胆沢に移転した。正確にいつかは不明である。胆沢の前に志波に置かれた時期があったかもしれないともいわれる。

### 志波城の規模と構造
外郭は840m四方の築地塀と928m四方の土塁をともなう外大溝によって二重に区画されている。外郭築地塀南辺中央には、五間一戸の外郭南門が、また築地塀をまたぐように櫓が約60m間隔で設置されている。郭内には、中央やや南寄りに150m四方を築地塀で囲み、正殿・東西脇殿など14棟の掘立柱建物跡が配置されている政庁、その周囲に官衙域、外郭内側1町（約108m）幅で兵舎や工房としての機能を持つ竪穴建物群が1,200～2,000棟ほど配置されていたと考えられる。外郭南門から政庁南門には、幅約18ｍの南大路で連結されていた。郭内北部には、小河川を取り込む構造だったと考えられている。物資の運搬等に運河として使われた可能性も指摘されている。

### 徳丹城への承継
志波城は、雫石川氾濫による水害のため北辺部分を失っており、後に南へ下った現在の岩手県紫波郡矢巾町徳田の地に徳丹城が造営されることでその機能を移転し、約10年で役割を終えた。現在でも、志波城の北辺部には、水害の影響で形成されたと思われる段差が残る。

### 発掘調査と史跡の復元
1976年-1977年（昭和51-52年）に、東北自動車道建設にともなう岩手県教育委員会の発掘調査中に築地塀や大溝、竪穴建物跡が発見され、その後の範囲確認調査の成果を受け、1984年に「志波城跡」として国の史跡に指定された。『日本紀略』延暦22年（西暦803年）条初見の志波城の所在地は諸説あり、長らく不明であったが、太田「方八丁（ほうはっちょう）」という地名が八町四方の外郭を持つ城郭の姿と一致したため、有力な確定根拠の一つとなった。
1991年から盛岡市によって、外郭南門と築地塀が古代の技術にならって復元され、「志波城古代公園」として志波城跡愛護協会により管理運営がなされている。現在では、外郭南辺のほか、政庁官衙域も復元整備されている。復元された官衙建物は解説ビデオなどを鑑賞できる展示室として整備されている（入場無料）。

## 志波の地名
旧岩手郡内に所在する「志波城」が古代「志波郡」の名を冠するのは、造営当時まだ「岩手郡」が建郡されていなかったためである。北上川流域の「奥六郡」は、はじめ磐井郡～志波郡までを指したが、後に磐井郡が国府多賀城の直接管理を受けることになると、新たに生まれた岩手郡を含めた六郡となり、俘囚長・安倍氏により治められた。
シハ（しわ）の表記「志波」「斯波」「紫波」は、いずれも古代郡名に由来し、同源であると考えられるが、当該城跡を指す場合、『日本紀略』での表記である「志波」が定着している。それに対し、斯波は中世の「斯波氏」にかかわる事象をあらわし、紫波は現在の「紫波郡」での使用が一般的である。
なお、「志和」は現在特に岩手県紫波郡紫波町上平沢・水分周辺の通称として狭域的に用いられ、「志和町（しわまち）」などの表現が残されている。これは同地区が南部八戸藩の飛び地であったことに由来する。また、日本最北の延喜式内社「志賀理和気（しがり・わけ）神社」（紫波町桜町）に由来するとの説もあり、当時として朝廷の支配力が及ぶ最も遠方の地域を示していたと考えられる。

## 参考画像

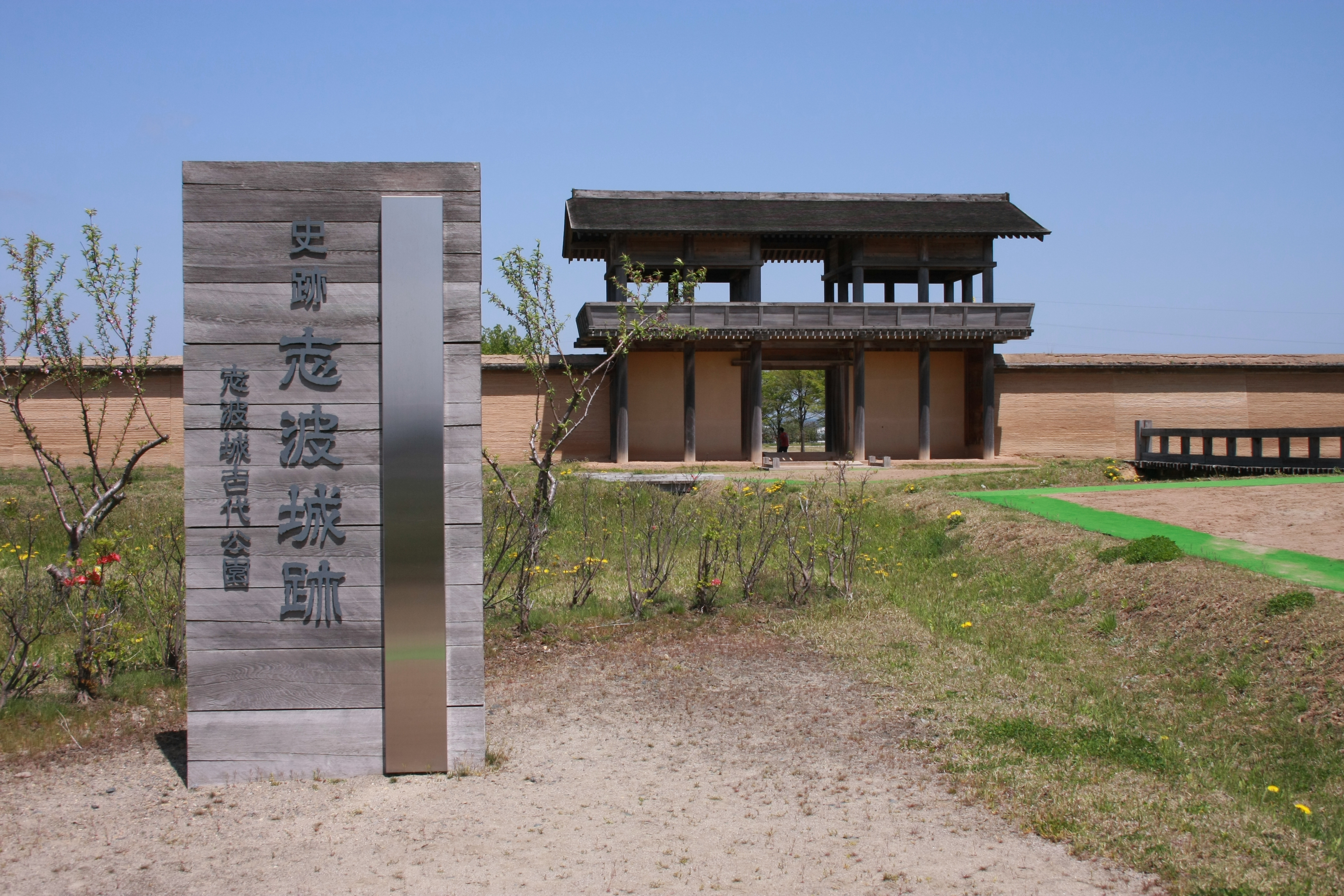
志波城古代公園
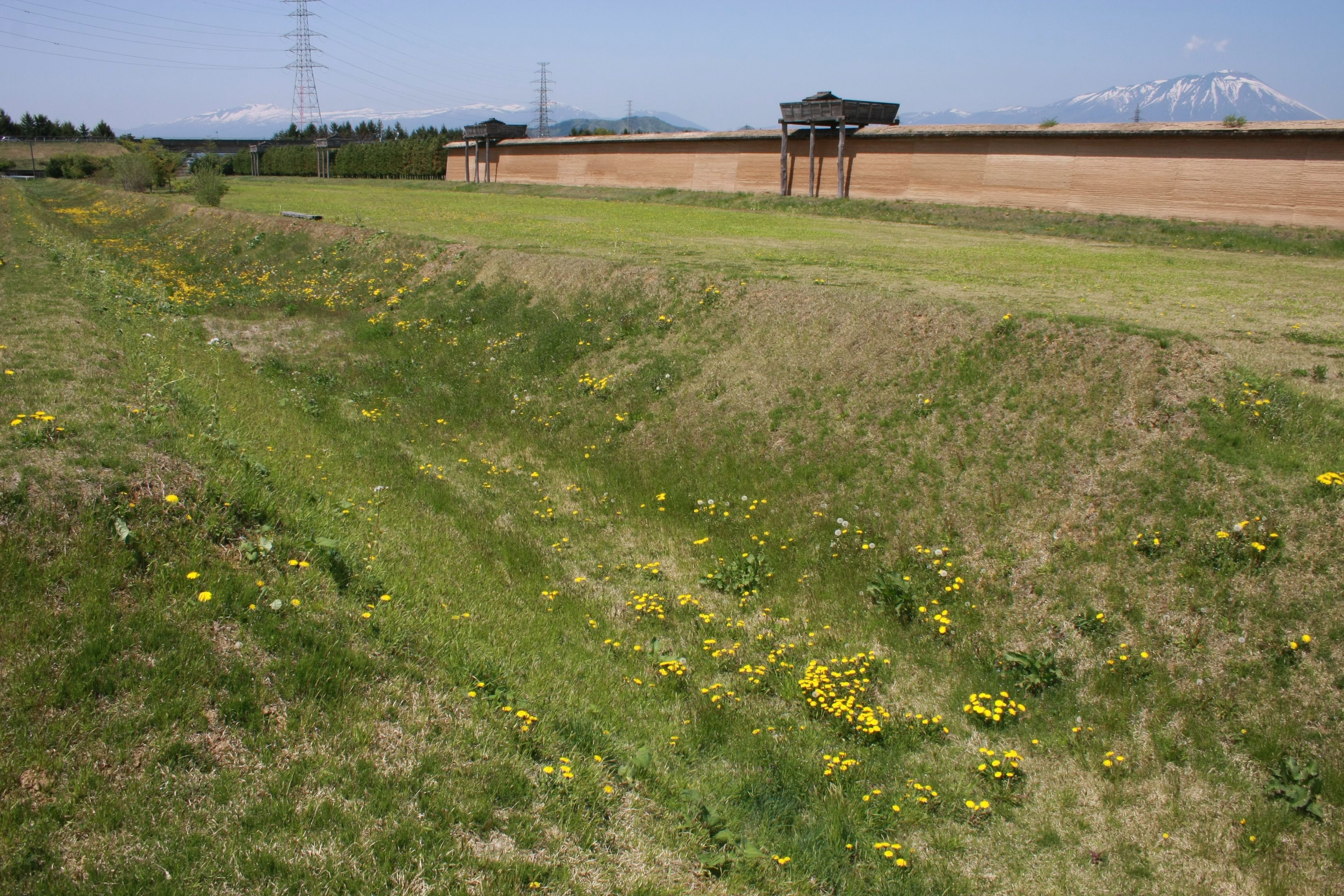
外大溝（堀）と築地塀
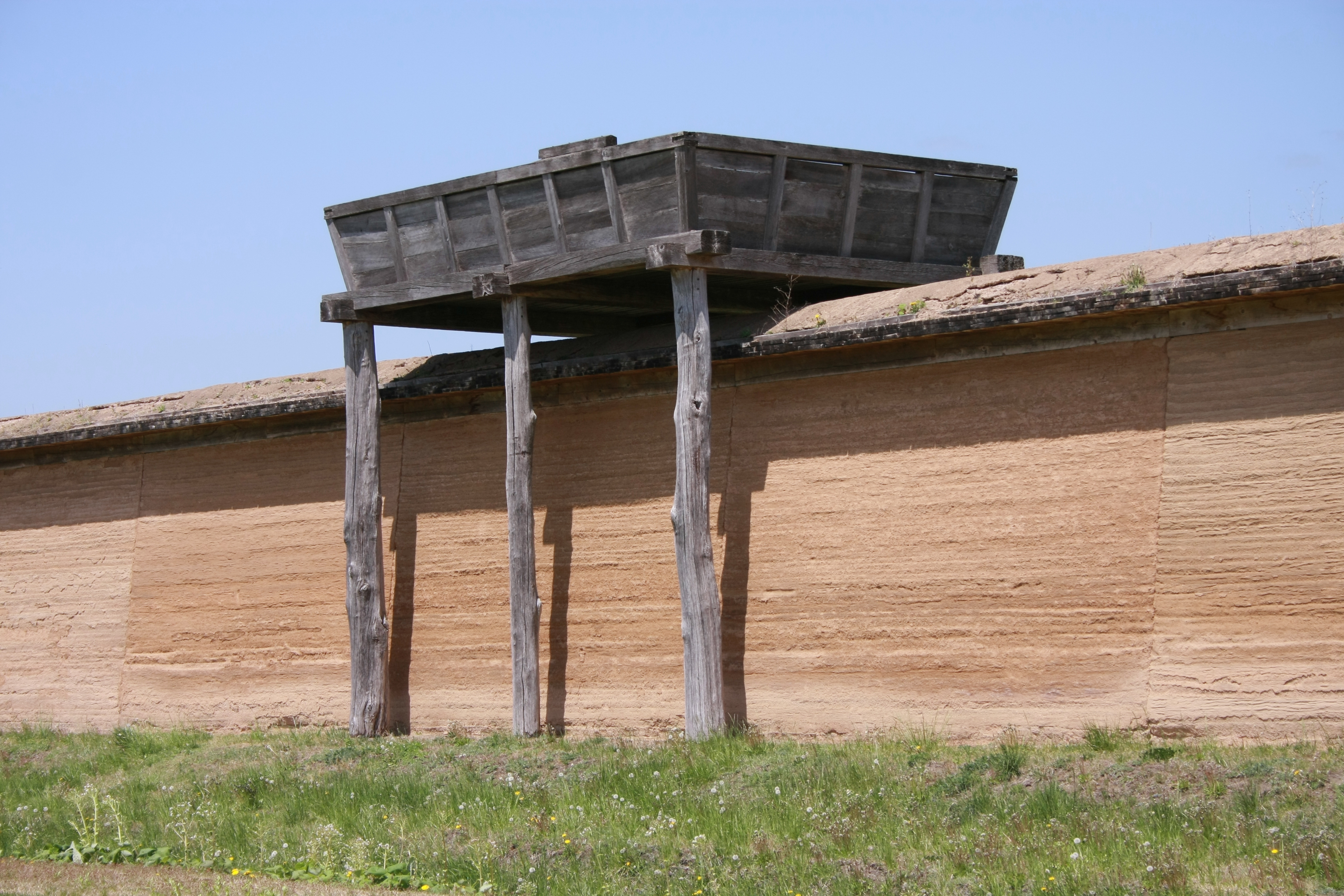
復元された築地塀上の櫓
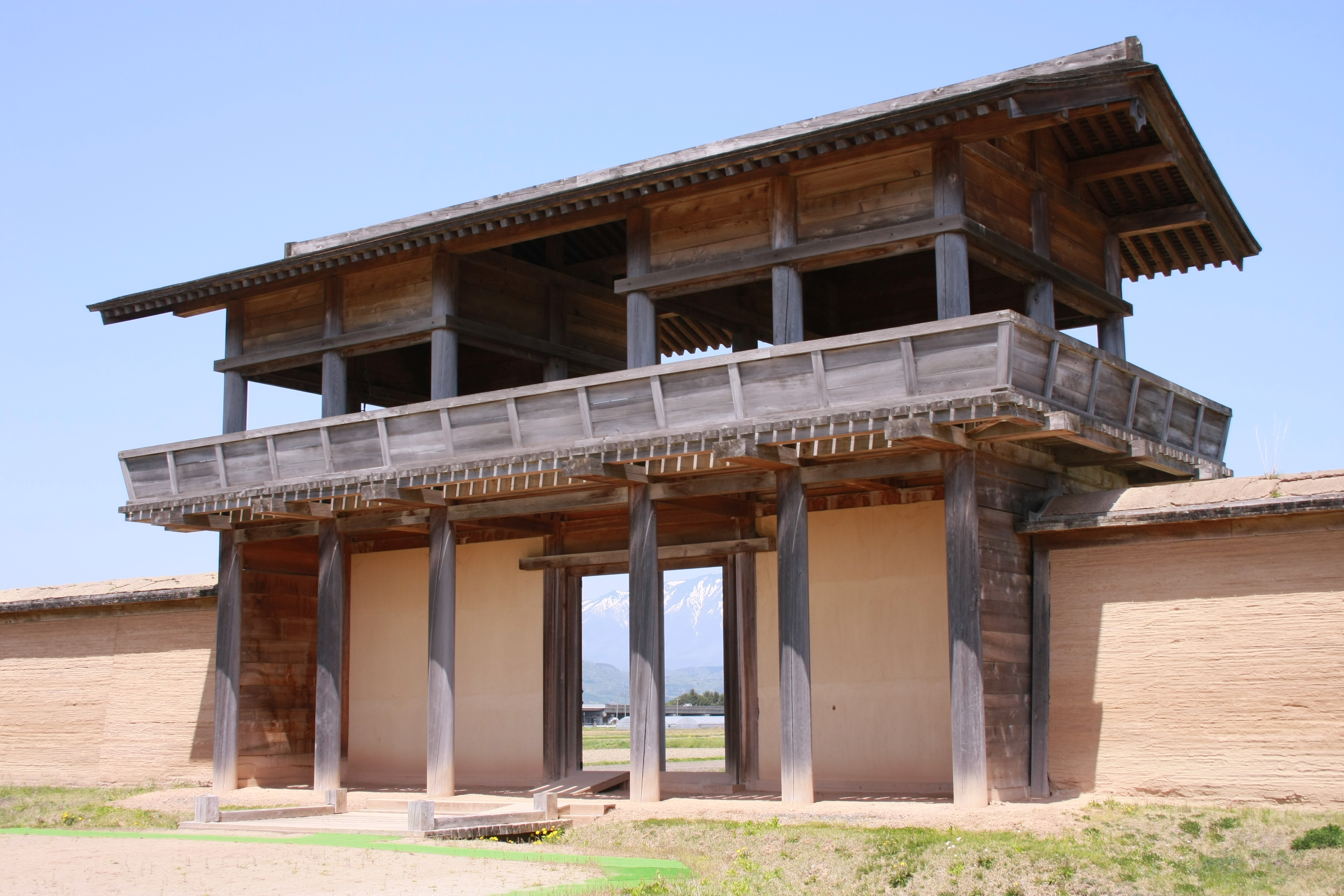
復元された外郭南門
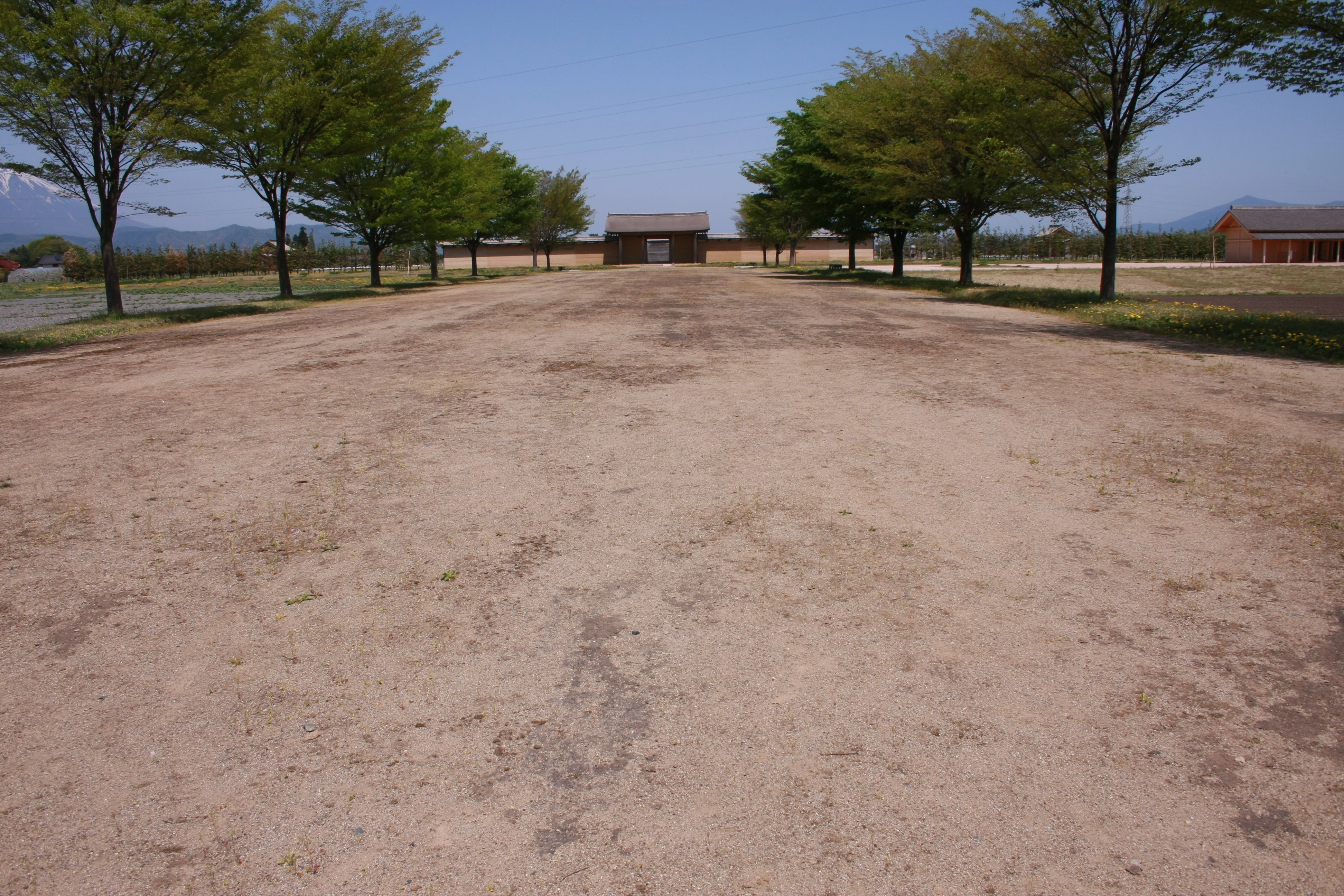
南大路
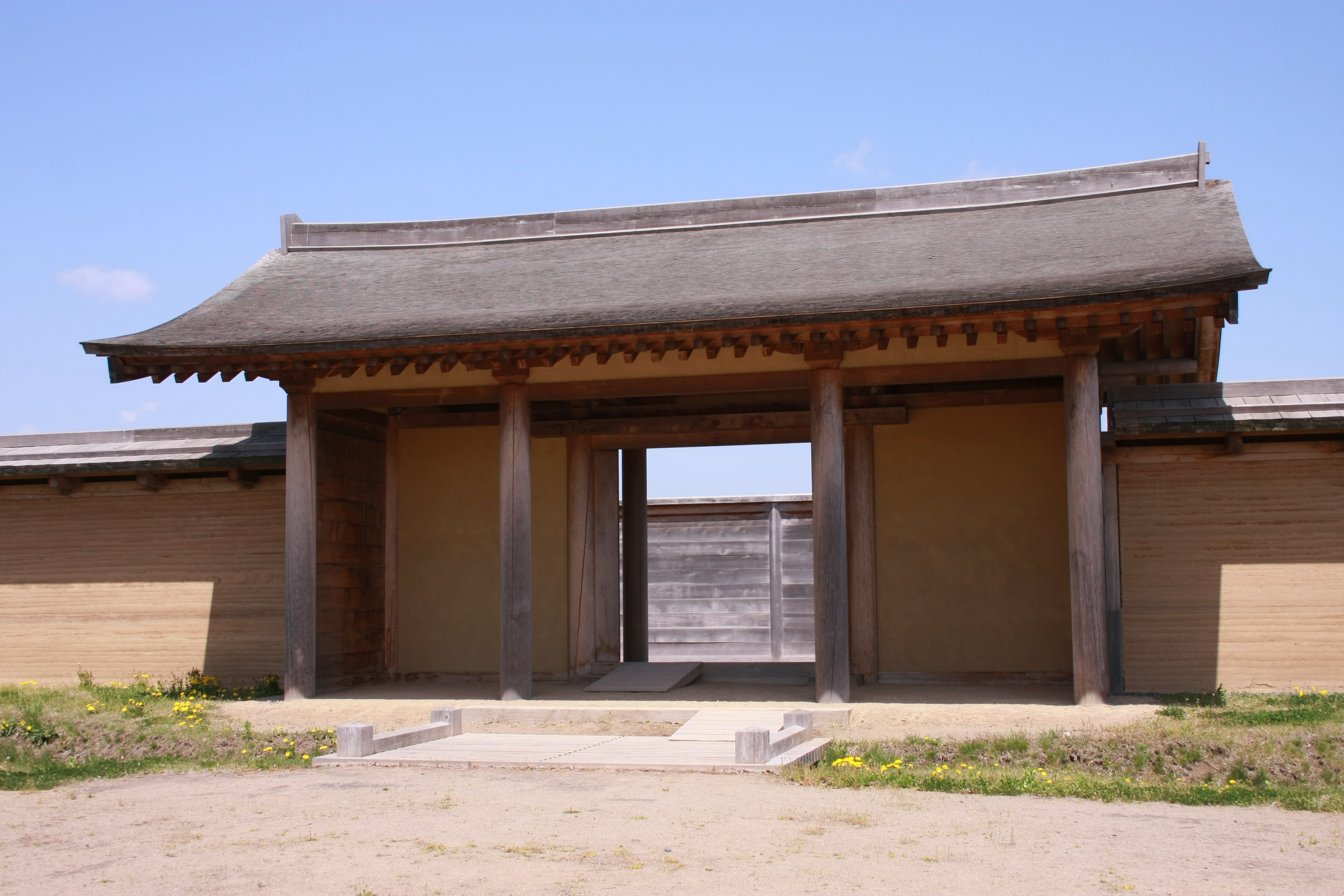
復元された政庁南門
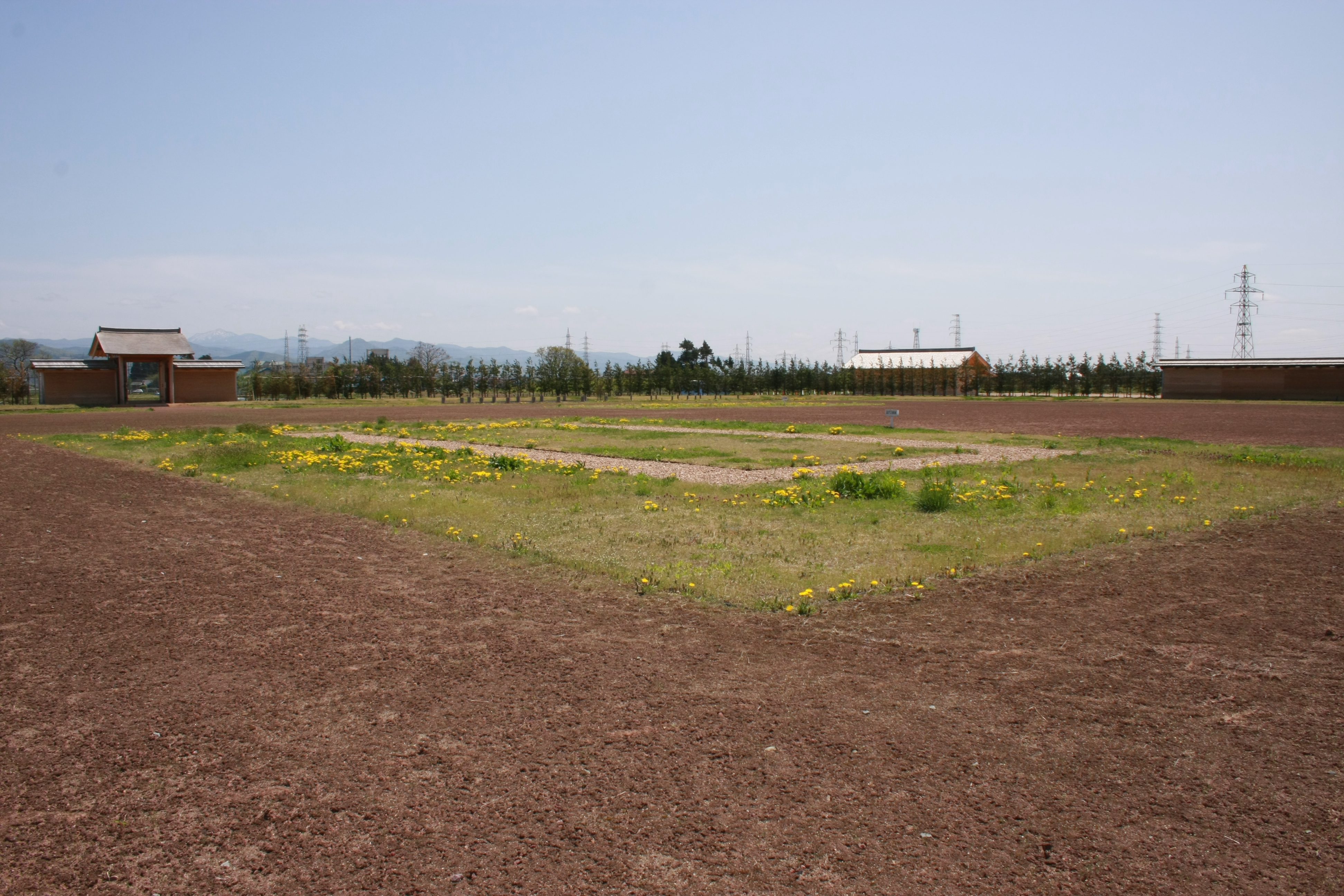
政庁正殿跡
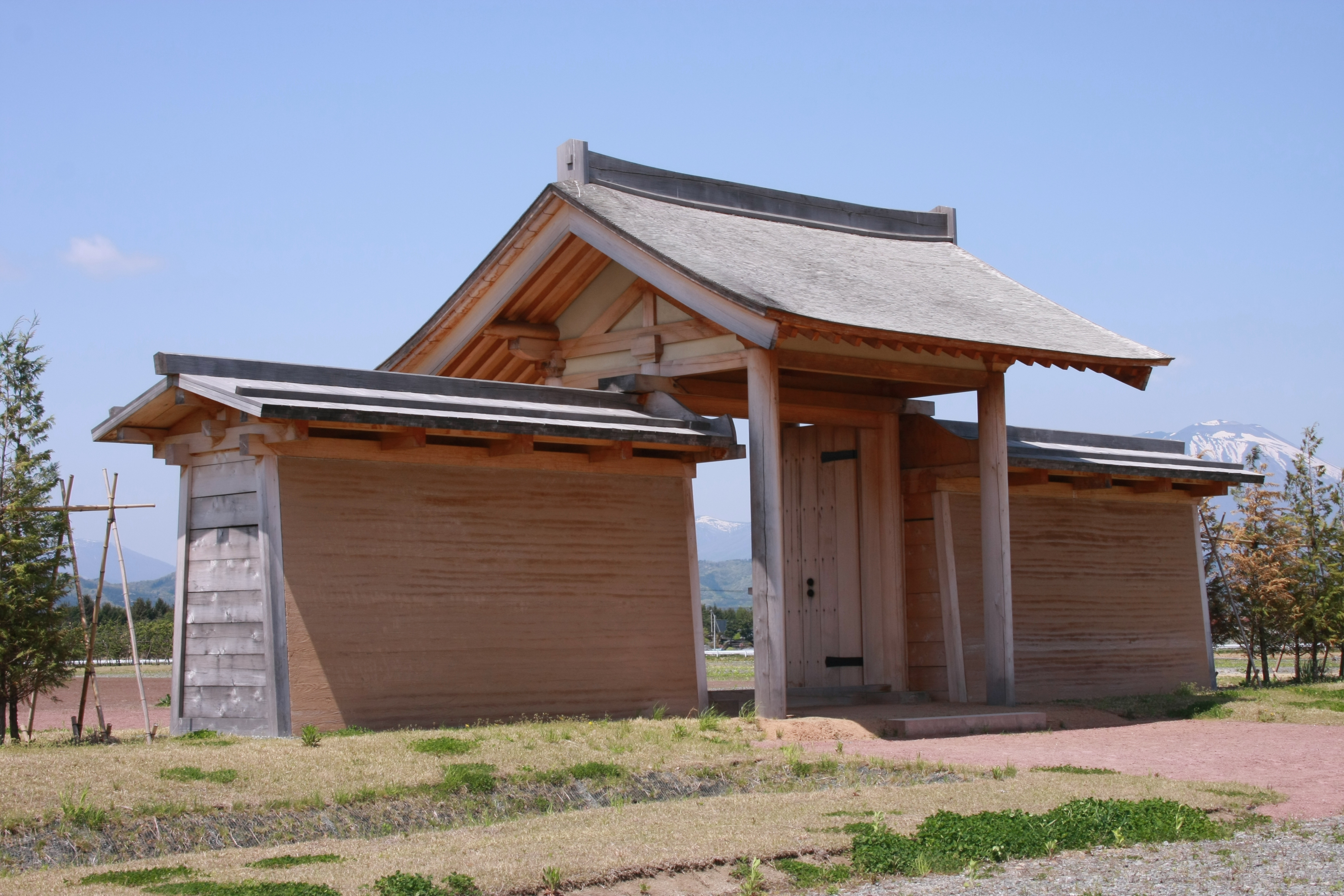
復元された政庁東門
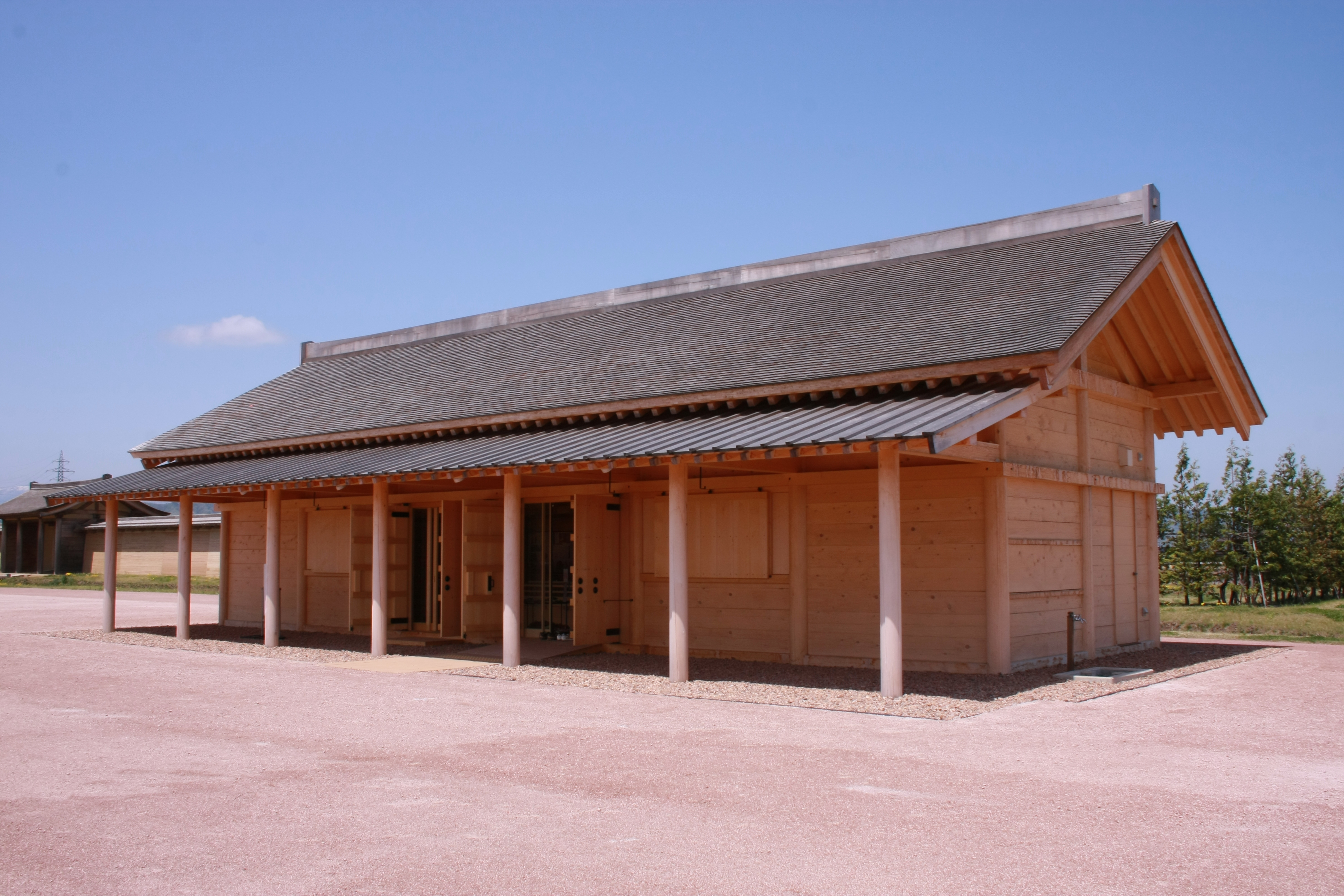
復元された官衙建物

## 参考資料
- 児玉幸多、坪井清足『日本城郭大系 第2巻 青森・岩手・秋田』新人物往来社、1980年7月15日。